# Enrico Berrè
Enrico Berrè (* 10. November 1992 in Rom) ist ein italienischer Säbelfechter.

## Erfolge
Enrico Berrè gab im April 2011 beim Weltcup in Athen sein internationales Debüt. Der Rechtshänder, der für die G. S. Fiamme Gialle der Guardia di Finanza aktiv ist, gewann zwei Jahre darauf seine ersten Medaillen. Im Einzel belegte er bei den Europameisterschaften in Zagreb den dritten Platz und gewann mit der Mannschaft den Titel. 2014 in Straßburg gelang dann auch sogleich die Titelverteidigung im Mannschaftswettbewerb. Mit der Mannschaft wurde er in der Folge 2015 in Montreux, 2016 in Toruń, 2017 in Tiflis und 2018 in Novi Sad viermal in Folge Vizeeuropameister. 2019 in Düsseldorf gewann er bei den Europameisterschaften Mannschafts-Bronze. Ähnlich erfolgreich war Berrè in diesem Zeitraum auch bei Weltmeisterschaften. 2015 in Moskau sicherte er sich mit der Mannschaft den Titelgewinn, 2017 in Leipzig folgten Bronze und 2018 in Wuxi Silber mit der Mannschaft. 2019 in Budapest belegte er mit der Mannschaft nochmals den dritten Platz.
Bei den 2021 ausgetragenen Olympischen Spielen 2020 in Tokio ging Berrè in zwei Wettbewerben an den Start. Im Einzelwettbewerb erreichte er nach zwei Auftaktsiegen das Viertelfinale gegen seinen Landsmann Luigi Samele, dem er mit 10:15 unterlag. In der Mannschaftskonkurrenz bildete Berrè mit Samele, Luca Curatoli und Aldo Montano ein Team. Nach einem knappen 45:44-Erfolg gegen die iranische Équipe und einem 45:43-Sieg gegen Ungarn trafen die Italiener im Finale auf die südkoreanische Mannschaft. Dieses verloren sie mit 26:45, womit Berrè und seine Mannschaftskameraden die Silbermedaille gewannen.